# 비밀정보원: 인 더 프리즌
《비밀정보원: 인 더 프리즌》(영어: The Informer)은 2019년에 공개한 영국의 범죄 스릴러 영화로, 안드레아 디스테파노가 감독을 맡았다.

## 줄거리
술집에서 싸움 끝에 사람을 죽인 미국 육군 특전부대 저격수 출신 피트는 FBI 뉴욕 지사 정보원이 되는 조건으로 일찍 출소한다. 피트는 폴란드계 조직 두목 리샤드를 기소할 증거를 확보하기 위해 그의 조직에 들어간다.  
어느 날 조직의 펜타닐 거래에 함정 수사 중인 경찰이 나타난다. 그의 정체를 간파한 피트는 몰래 경찰에게 거래 장소에서 벗어나라고 권한다. 하지만 흥분한 경찰은 자신의 신분을 밝히고, 조직원 스타셰크가 경찰을 쏴죽이는데...  

## 출연
- 조엘 키너먼 - 피터 "피트" 코즐로 역
- 로저먼드 파이크 - 에리카 윌콕스, 피트를 관리하는 FBI 특수 요원 역
- 클라이브 오언 - 키스 몽고메리, 에리카의 상사 역
- 코먼 - 에드워드 "에드" 그렌스, 뉴욕 경찰국 형사 역
- 아나 데아르마스 - 소피아 코즐로, 피터의 아내 역
- 유진 리핀스키 - 리샤드 "더 제너럴" 클리메크 역
- 샘 스프루얼 - 슬루잇, 부패한 교도관 역
- 루스 브래들리 - 캣, 에드의 동료 역
- 마테우시 코시치우키에비치 - 스타셰크 추시크, 조직원 역

## 수상 목록
- 제15회 취리히 영화제 (2019) 갈라 프리미어